# Australie au Concours Eurovision de la chanson 2023
L'Australie est l'un des trente-sept pays participant au Concours Eurovision de la chanson 2023, qui se tient du 9 au 13 mai 2023 à Liverpool au Royaume-Uni. Le pays est représenté par le groupe Voyager, avec sa chanson Promise, sélectionnés en interne par le diffuseur australien SBS. Le pays se classe 9e avec 151 points lors de la finale.

## Sélection
Le 20 octobre 2022, le télédiffuseur australien SBS confirme la participation du pays à l'édition 2023 du Concours. Il est annoncé en novembre que la sélection ne se fera plus au moyen d'un concours télévisé comme c'était le cas depuis 2019, mais en interne.
Le 21 février 2023, SBS révèle avoir sélectionné le groupe Voyager pour représenter le pays, avec la chanson Promise, qui sort dans la foulée.
Voyager avait d'ailleurs terminé à la deuxième place de la présélection australienne pour l'édition précédente, avec leur chanson Dreamer, en ayant tout de même reçu la première place des votes du public.

## À l'Eurovision
L'Australie participera à la seconde moitié de la seconde demi-finale du jeudi 11 mai. Elle s'y classe 1re avec 149 points, se qualifiant donc pour la finale. Lors de celle-ci, elle termine à la 9e place avec 151 points.